# Zoran Poznič
Zoran Poznič (ur. 1959 w Trbovljach) – słoweński rzeźbiarz, menedżer kultury i polityk, w latach 2019–2020 minister kultury.

## Życiorys
Urodził się w rodzinie górniczej. Uzyskał wykształcenie średnie w szkołach średnich w Lublanie w zakresie grafiki i druku (1979) oraz logistyki (2003). Następnie kształcił się na Akademii Sztuk Pięknych i Wzornictwa (ALUO), będącej częścią Uniwersytetu Lublańskiego. Uzyskał licencjat z rzeźby (2007) oraz magisterium z komunikacji wizualnej i medialnej (2010). Pracował krótko jako grafik, od 2008 kierował domem kultury w Trbovljach, działał również jako mentor grup artystycznych. Od 2006 jego prace pojawiły się na różnych wystawach. W 2017 został wiceprezesem krajowego stowarzyszenia artystów (ZDSLU), wyróżniano go nagrodami, m.in. słoweńskiej izby handlowej.
8 marca 2019 objął stanowisko ministra kultury w rządzie Marjana Šarca jako bezpartyjny z rekomendacji Socjaldemokratów (zastąpił Dejana Prešička). Zakończył pełnienie funkcji wraz z całym gabinetem w marcu 2020.